# Герріт Наубер
Герріт Наубер (нім. Gerrit Nauber, нар. 13 квітня 1992, Георгсмарієнгютте, Німеччина) — німецький футболіст, центральний захисник нідерландського клубу «Гоу Егед Іглз».

## Ігрова кар'єра

### Клубна
Герріт Наубер є вихованцем клубу «Оснабрюк». У 2008 році він приєднався до молодіжної команди леверкузенського «Баєра». З 2011 року Наубер грав за другу команду «Баєра» в Регіональній лізі.
Влітку 2012 року Наубер перейшов до клубу Регіональної ліги «Шпортфройнде», в якому почав свої виступи 12 серпня 2012 року. За результатами того сезону його команда посіла перше місце в турнірі, проте в перехідному плей-оф поступилася «РБ Лейпциг». Але в сезоні 2015/16 «Лотте» знову став першим і вже наступний сезон Наубер разом з командою провів у Лізі 3.
Ще по два сезони футболіст провів, граючи в клубах Другої Бундесліги «Дуйсбург» та «Зандгаузен». У 2021 році Наубер перейшов до нідерландського «Гоу Егед Іглз», з яким підписав контракт на один рік. Пізніше контракт гравця з клубом було продовжено.

### Збірна
У 2009 році у складі юнацької збірної Німеччини (U-17) Герріт Наубер став переможцем юнацького чемпіонату Європи, що проходив у Німеччині.
В тому ж році Наубер брав участь у юнацькому чемпіонаті світу в Нігерії, де команда Німеччини вибула з турнірі після 1/8 фіналу.

## Досягнення
«Гоу Егед Іглз»
- Володар Кубка Нідерландів: 2024–25[5]

Німеччина (U-17)
- Чемпіон Європи: 2009